# Districte d'Hooghly
El districte d'Hooghly o districte d'Hugli és una divisió administrativa de Bengala Occidental amb capital a la ciutat d'Hooghly-Chinsurah. Té una superfície de 1.601 km² i una població (2001) de 5.041.976 habitants.

## Subdivisions
Està format per quatre subdivisions:
- Chinsurah
- Chandannagore (Chandannagar)
- Srirampore (Serampore)
- Arambagh

La de Chinsurah està formada per dos municipalitats: Hugli-Chinsura i Bansberia, i cinc blocs de desenvolupament: Balagarh, Chinsurah-Mogra, Dhaniakhali, Pandua i Polba-Dadpur.
La de Chandannagore inclou les municipalitats de Chandannagar, Bhadreswar, Champdani i Tarakeswar, i tres blocs: Haripal, Singur i Tarakeswar.
La de Srirampore inclou cinc municipalitats: Serampore, Uttarpara Kotrung, Konnagar, Rishra i Baidyabati i quatre blocs: Chanditala I, Chanditala II, Jangipara i Sreerampur Uttarpara.
I la d'Arambagh inclou la municipalitat d'Arambag i sis blocs: Arambag, Khanakul I, Khanakul II, Goghat I, Goghat II i Pursurah.

## Història
El districte d'Hoogly formà part en èpoques mítiques de les regions de Rarh i Suhma. El regne dels Suhmes existia al segle ii aC. Al segle iii la dinastia Maurya amb Asoka va dominar la zona; després fou conquerida pels guptes amb Samudragupta (segle iv). El rei de Gaur, Sasanka o Shashanka, va dominar a la primera part del segle VII que a la segona meitat del segle va passar a Siladitya Harshavardhana però el nord i est de bengala va passar als sena. Sobiran hinduistes van governar fins al segle xiii quan es va establir el domini musulmà.
Fins aleshores la ciutat principal era Satgaon, que va conservar importància en els primers dos segles de domini musulmà i fou la seu del governador de Baixa Bengala. A Satgaon hi havia una fàbrica de moneda. El sarkar de Satgaon incloïa el que després foren els districtes d'Hooghly i d'Howrah i el de 24 Parganes, amb Calcuta i una part del districte de Bardwan. Al segle xvi el riu Saraswati es va començar a arenar i assecar i la seva corrent (que era la principal aportació al Ganges a la zona) va començar a dirigir-se al Hooghly que en aquest temps era comparativament un petit riu. Satgaon a la vora del Saraswati, va perdre importància.
El 1537 els portuguesos van establir una factoria a la vila d'Hugli (Hooghly). El 1629 Shah Jahan, ara emperador, molest perquè els portuguesos no l'havien ajudat uns anys abans en la rebel·lió contra el seu pare, va decidir prendre Hugli als portuguesos. El 1632 la factoria portuguesa fou capturada pels mogols després de tres mesos i mig de setge i la seu imperial a Satgaon s'hi va traslladar. més de 1000 van morir i més de 4000 van ser fets presoners (incloent dones i nens) i uns 300 vaixells de totes mesures van ser capturats (només tres van poder fugir).
En virtud d'un firman imperial del 1540 els britànics van establir una factoria a Hooghly-Chinsurah Hugli el 1651 que fou el primer establiment anglès a Bengala (si bé a Pippli, a Orissa, ja hi havia una primera factoria establerta entre 1624 i 1636
Els holandesos es van establir a Chinsura a la primera meitat del segle xvii i van fundar una factoria el 1656 (que van conservar fins que la van cedir als britànics el 1825). El petit establiment holandès a Balasor fou més tard transferit a la Companyia Britànica de les Índies Orientals per una quantitat de 2 lakhs de rúpies.
El 1669 la Companyia Britànica de les Índies Orientals va obtenir el privilegi de portar els seus vaixells a Hugli per carregar (fins aleshores les mercaderies havien de ser carregades en petits bots i portades a la costa per ser recarregades als vaixells britànics). Llavors es va produir el primer conflicte amb els mogols el 1685, que va comportar l'enviament d'un contingent militar britànic des de Chennai, però estava a punt de solucionar-se quan uns soldats britànics foren agafats al bazar per soldats del nawab i portats a la residència d'aquest, i els britànics van anar a rescatar als seus camarades, seguint una lluita als carrers que va acabar amb un bombardeig de la ciutat que va posar foca a la ciutat i va destruir centenars de cases (incloent magatzems de la Companya), i l'ocupació de la ciutat i de la residència del nawab pels britànics (fou el primer enfrontament armat entre indis i britànics). Finalment la factoria fou abandonada el 1690 en favor de Calcuta.
El 1673 els francesos es van establir a Chandernagore (que exceptuant alguns períodes en què fou ocupada pels britànics com el 1757-1763 i 1794-1816, van conservar fins al 1950) i els danesos es van establir al costat, a Serampore (anomenat Frederiksnagar), el 1676 (establiment que fou comprat pels anglesos el 1845 junt amb Trankebar).
El 1759 el territori de Burdwan (que incloïa aleshores el posterior districte d'Hooghly), el de Midnapore i el de Chittagong foren assignats a la Companyia Britànica de les Índies Orientals a canvi del suport de tropes britàniques; després de la batalla de Plassey, el 1765 el diwani (administració sense sobirania) fou concedit a la Companyia per l'emperador mogol. El 1787 es va decidir formar el districte d'Hooghly, que es va constituir el 1795 separant-se del de Burdwan però dependent encara d'aquest a efectes de recaptació; el 1819 (efectiu el 1822) Hooghly fou constituït també en districte separat pels efectes fiscals. Els limits del districte foren modificats diverses vegades destacant la segregació del districte d'Howrah el 1843 (que a efectes fiscals va romandre dins Hooghly fins al segle XX).
Sota domini britànic la seva superfície era el 1901 de 3.085 km² de terres planes, regades pels rius Hooghly, Damodar (Dwarkeswar) i Rupnarayan. La població era:
- 1872: 1.119.631
- 1881: 974.992
- 1891: 1.034.296
- 1901: 1.049.282

Administrativament el districte estava format per tres subdivisions:
- Hooghly (capital Chinsurah)
- Serampore
- Aramhagli

El govern corresponia a un col·lector que era també col·lector d'Howrah, districte subordinat només per afers fiscals. Municipalitats eren Hooghly-Chinsura, Serampore, Uttarpara, Baidvabati, Bhadreswar, Kotrang, 
Bansbaria i Arambagh. La subdivisió d'Hooghly tenia 1144 km² i una població el 1901 de 308.715, amb les ciutats d'Hooghly-Chinsurah (29.383 habitants) i Bansbaria, i la històrica Satgaon, que era una petita vila.